# Cathédrale de Molfetta
La cathédrale de Molfetta, ou encore l'église de l'Assomption et de Saint Ignace de Loyola (italien : Duomo di Molfetta, Cattedrale ou Chiesa di Santa Maria Assunta e Sant'Ignazio di Loyola), est une cathédrale catholique romaine située à Molfetta (la « nouvelle cathédrale »), dédiée à l'Assomption de la Vierge Marie et à saint Ignace de Loyola. À l'origine église jésuite, elle devient le siège des évêques de Molfetta à la fin du XVIIIe siècle. Depuis 1986, elle devient le siège épiscopal du diocèse de Molfetta-Ruvo-Giovinazzo-Terlizzi.

## Histoire
La cathédrale actuelle a été construite par les Jésuites au XVIIe siècle et dédiée à leur fondateur, Saint Ignace de Loyola. Commencée en 1610, elle est achevée en 1744 avec la construction de la façade. Lors de la suppression de la Compagnie de Jésus en 1767, l'église est abandonnée jusqu'en 1785, date à laquelle, restaurée et agrandie elle est transformée en  nouvelle cathédrale du diocèse de Molfetta, lorsque les reliques du saint patron de la ville, saint Conrad de Bavière (San Corrado), ont été translatées de l'ancienne cathédrale (« Duomo Vecchio » ou  « vieille cathédrale »), l'église de San Corrado.

## Description

### Extérieur
La façade de l'église, dont le parement est en pierre, est saillante, traversée verticalement par des pilastres composites lisses, également en pierre. Au centre, le portail s'ouvre, surmonté d'une fenêtre rectangulaire. La partie supérieure de la façade est caractérisée par un profil d'arc en plein cintre et abrite une statue en marbre de saint Ignace de Loyola au centre, à l'intérieur d'une fausse fenêtre.
Les travaux d'agrandissement et d'adaptation de la structure existante ont été réalisés dans la seconde moitié du XVIIIe siècle sous la direction de l'architecte de Bari Giuseppe Gimma.

### Intérieur
L'intérieur de l'église a la forme d'une croix latine, avec une voûte en berceau lunettée peinte à fresque en 1887 par le peintre local Michele Romano ; au niveau de la voûte en croisée d'ogives, il y a une voûte nervurée avec des stucs formant une fausse coupole. Le presbytère est entouré d'une balustrade en marbre et abrite les stalles en bois du chœur et le maître-autel. Derrière ce dernier, dans l'abside semi-circulaire, se trouve un haut-relief représentant l'Assomption de Marie. Les six chapelles situées de part et d'autre de la grande nef, patronnées par des familles nobles locales, sont ornées d'œuvres réalisées par des artistes napolitains.
Parmi les œuvres d'art de la cathédrale figurent la Dormitio Mariae (Dormition de Marie) attribuée à Scacco (XVIe siècle), le monument du naturaliste et historien local Giuseppe Maria Giovene, à gauche de l'autel dédié à saint Conrad, et dessus, la toile  de l'Assomption de la Vierge de Corrado Giaquinto. 

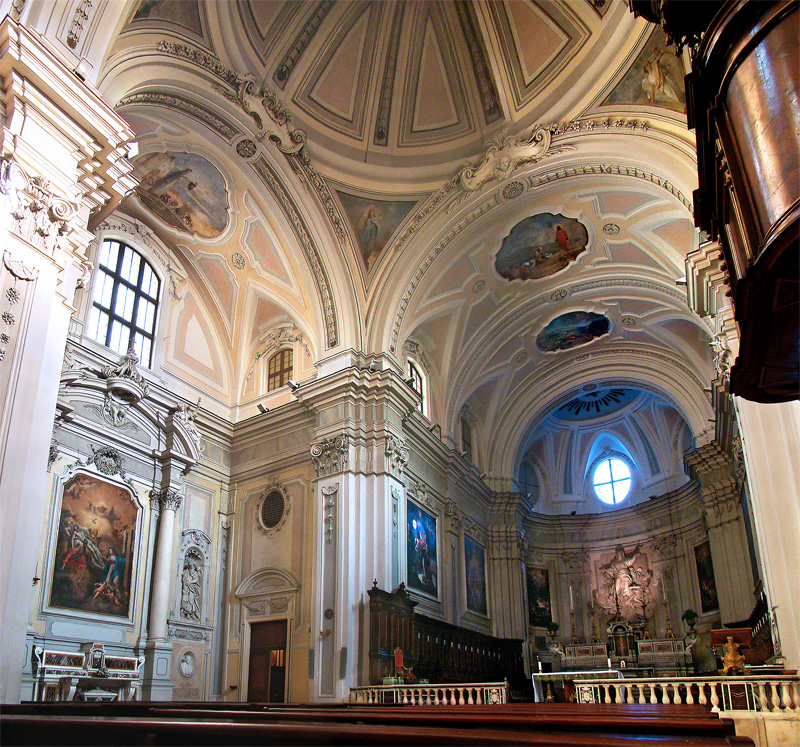
L'intérieur.
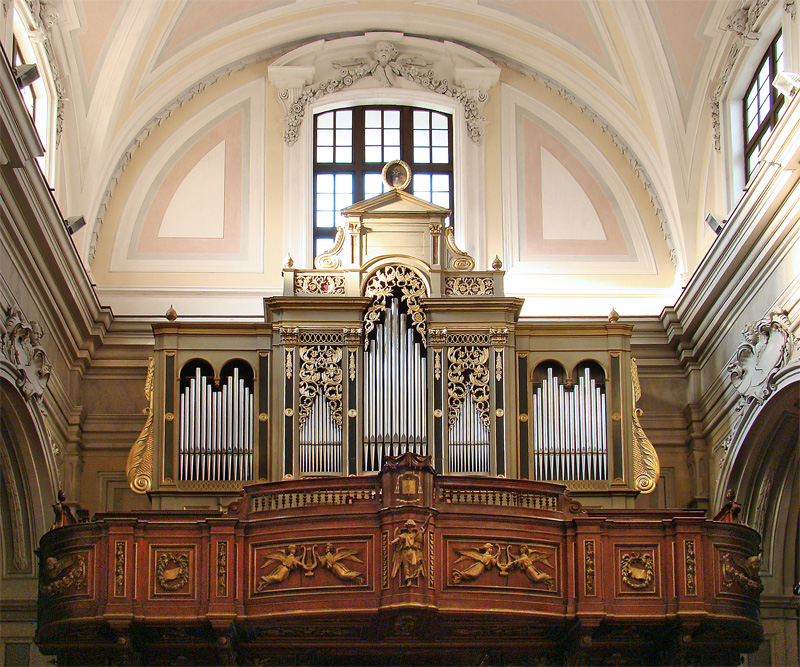
Les orgues.